# Miguel Benito
Miguel Benito född 1943 i Tarancueña, Soria, Spanien, är en svensk författare och kulturarbetare.
Miguel Benito kom till Sverige 1965 och blev fil. kand. 1970. Han anställdes på Kungliga biblioteket 1966 
och arbetade där till 1974, då han tillträdde en tjänst som lärare på den nya Bibliotekshögskolan i Borås. Som lektor publicerade han en rad skrifter, bl.a. Kunskapsorganisation 2001, och Bibliotekstermer 1996, på sex språk. Termerna ingår idag i Rikstermbanken. Han är också ansvarig för den svenska versionen av Universella decimalklassifikationen.
Han var initiativtagare till och grundare av Immigrant-institutet, ett forsknings- och dokumentationscentrum om migration med säte i Stockholm 1973-75 och senare i Borås 1975-2012. Han var institutets chef 1981-2012. Som sådan har han haft ansvaret för Invandrarförlaget, med mer än 150 skrifter av invandrade författare och om migration, som utgivits 1973-2012. Han har också varit chefredaktör för samhällstidskriften Invandrarrapport, som utkom 1973-2001. Han har även haft ansvaret för Lexikon över invandrade författare, med en presentation av över 1500 författare bosatta i Sverige, och som utgavs  på initiativ av Sveriges invandrarförfattares förbund och Immigrant-institutet, numera online via webbsidan immigrant.org.
Han har även översatt Selma Lagerlöf till spanska.